# Valtari
Valtari ([ˈval̥tarɪ], isl. für „Walze“) ist das sechste reguläre Studioalbum der isländischen Band Sigur Rós und wurde Ende Mai 2012 veröffentlicht.

## Veröffentlichung
Bereits im Mai 2009 kündigte die Band ein neues Studioalbum für 2010 an. Die Aufnahmen wurden jedoch verworfen und in der Folgezeit war Sänger Jónsi mit der Fertigstellung seines Soloalbums Go und dem Soundtrack zum Film Wir kaufen einen Zoo beschäftigt.
Im März 2012 wurde der neue Veröffentlichungstermin bekanntgegeben und zudem die erste Singleauskopplung Ekki Múkk auf der bandeigenen Internetseite als Stream bereitgestellt. Das ganze Album wurde am 17. Mai 2012 in einer Valtari Hour genannten Aktion auf der Homepage der Band und auf verschiedenen Radiosendern gespielt. Die Fans wurden dazu aufgerufen ihre Eindrücke vom Album im Internet zu teilen.

## Rezensionen
Valtari hat bisher einen Metascore von 74 %, basierend auf 26 Reviews. Damit hat das Album zwar immer noch die Wertung „Generally favorable“ (generell empfehlenswert), schneidet jedoch im Vergleich zu vorherigen Alben der Band etwas schlechter ab.

## Titelliste
1. Ég Anda – 6:15
2. Ekki Múkk – 7:45
3. Varúð – 6:37
4. Rembihnútur – 5:05
5. Dauðalogn – 6:37
6. Varðeldur – 6:08
7. Valtari – 8:19
8. Fjögur píanó – 7:50

## The Valtari Mystery Film Experiment
Die Band entschloss sich, anstelle von herkömmlichen Videodrehs, ein Dutzend Filmemachern mit einem Budget auszustatten und diese ohne weitere Vorgaben ihre kreativen Ideen umsetzen zu lassen. Das erste Video dieser The Valtari Mystery Film Experiment genannten Reihe wurde von Ragnar Kjartansson gedreht und feierte am 21. März 2012 Premiere.
| Datum              | Lied                           | Regie                             |
| ------------------ | ------------------------------ | --------------------------------- |
| 21. März 2012      | Ég Anda                        | Ragnar Kjartansson                |
| 6. Juni 2012       | Varúð                          | Inga Birgisdóttir                 |
| 18. Juni 2012      | Fjögur píanó                   | Alma Har'el                       |
| 2. Juli 2012       | Rembihnútur                    | Arni & Kinski                     |
| 16. Juli 2012      | Ég Anda                        | Ramin Bahrani                     |
| 31. Juli 2012      | Varúð                          | Ryan Mcginley                     |
| 13. August 2012    | Varðeldur                      | Melika Bass                       |
| 28. August 2012    | Dauðalogn                      | Henry Jun Wah Lee                 |
| 12. September 2012 | Seraph                         | Dash Shaw & John Cameron Mitchell |
| 24. September 2012 | Ekki Múkk                      | Nick Abrahams                     |
| 8. Oktober 2012    | Dauðalogn                      | Ruslan Fedotow                    |
| 15. Oktober 2012   | Fjögur píanó                   | Anafelle Liu, Dio Lau & Ken Ngan  |
| 22. Oktober 2012   | Varðeldur                      | Clare Langan                      |
| 13. November 2012  | Valtari                        | Christian Larson                  |
| 20. November 2012  | Varúð                          | Björn Flóki                       |
| 7. Dezember 2012   | Solace feat. Dauðalogn & Varúð | Floria Sigismondi                 |